# Gia Lai
Gia Lai (uitspraak: [zɐː33 lɐːj33] is een provincie van Vietnam. De provinciehoofdstad is Pleiku.
Gia Lai ligt in de Centrale Hooglanden van Vietnam.

## Bestuurlijke eenheden
- An Khe
- Ayun Pa, Chu Pah, Chư Prông, Chư Sê, Duc Co, Ia Grai, Kbang, Krong Pa, Kông Chro, Mang Yang, Đăk Đoa, Ia Pa en Đăk Pơ

## Flora en fauna
De hagedis Scincella rara komt endemisch voor in Gia Lai.